# Jacob A. Dallas
Jacob A. Dallas (* 10. September 1824 in Philadelphia; † 8. September 1857 in New York City) war ein US-amerikanischer Holzschneider, Illustrator und Panoramenmaler.

## Leben

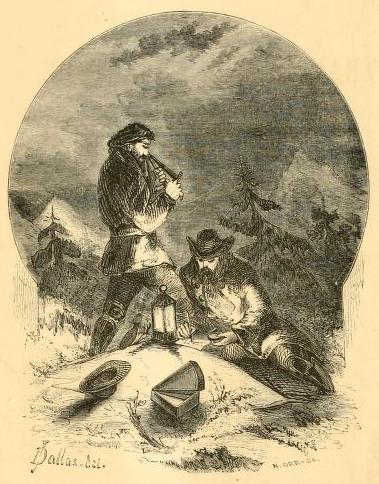
Frontispiz in: Solomon Nunes Carvalho: Incidents of Travel and Adventure in the Far West (1857): „Colonel Fremont and the Author taking Astronomical Observations.“

Dallas war Nachkomme einer bekannten Kaufmannsfamilie aus Philadelphia. Sein Cousin war George M. Dallas, der von 1845 bis 1849 als US-Vizepräsident diente. 1833 kam Dallas mit seiner Familie nach Missouri. Er kehrte nach dem Abschluss seiner College-Ausbildung (1843) nach Philadelphia zurück, um bei Bass Otis (1784–1861) an der Pennsylvania Academy of the Fine Arts zu studieren. Ab etwa 1848 lebte er in New York City. Dort wurde er 1855 Mitglied (Associate) der National Academy of Design, nachdem er im Vorjahr an einer ihrer Ausstellungen teilgenommen hatte. Dallas arbeitete als Zeichner und Grafiker für verschiedene New Yorker Zeitungen, etwa für Harper’s Magazine, Putnam’s Magazine und Frank Leslie’s Illustrated Newspaper. Dallas’ Zeichnungen und Illustrationen (hauptsächlich in Bleistift) weisen oft allegorische Bezüge auf und zeigen Sinn für Humor.
Um 1849 assistierte er dem Architekten John Skirving (1806–1865) bei der Fertigung des Panoramas über Expeditionen, die John C. Frémont durch Kalifornien und Oregon unternommen hatte. Dieses Gemälde wurde unter anderem in Boston, New York und London vorgeführt. Auch mit Daniel Huntington, Charles Lehr (Panorama of the Gold Rush and Panama im Auftrag von William F. Cogswell), George R. West, William Heine und anderen kooperierte er bei einer Reihe von Panoramen. 1850/1851 schuf er mit Joseph Kyle eine zweite Fassung von The Pilgrim’s Progress, auch Bunyan’s Tableau genannt, ein Moving Panorama, das mehrere Jahrzehnte auf Tournee ging und dann in Vergessenheit geriet, ehe es 1996 in einem Museum in Saco, Maine, wiederentdeckt wurde. Zusammen mit Kyle weilte er in den 1850er Jahren mehrfach in New Orleans, um ein Panorama des Mississippi zu fertigen. Kyles Tochter, die Schriftstellerin Mary Kyle Dallas, heiratete er um 1856. Die Ehe währte nur wenig länger als ein Jahr: Er verstarb 1857 im Alter von knapp 33 Jahren an den Folgen einer Dysenterie.